# Kimowsk
Kimowsk (russisch Кимовск) ist eine Stadt in der Oblast Tula (Russland) mit 28.485 Einwohnern (Stand 14. Oktober 2010).

## Geografie
Die Stadt liegt am Ostrand der Mittelrussischen Platte, an ihrem Übergang in die Oka-Don-Ebene etwa 75 km südöstlich der Oblasthauptstadt Tula.
Kimowsk ist der Oblast administrativ direkt unterstellt und zugleich Verwaltungszentrum des gleichnamigen Rajons.

## Geschichte
Der Ort entstand während des Zweiten Weltkrieges, als mit der aktiven Ausbeutung der Braunkohlenvorräte des Moskauer Kohlenbeckens begonnen wurde. Auf den vom KIM-Kolchos bewirtschafteten Land entstanden mehrere Kohleschächte sowie bei der zentralen Siedlung des Kolchos Michailowskoje eine Wohnsiedlung für Bergarbeiter. KIM ist die russische Abkürzung für Kommunistische Jugendinternationale (Kommunistitscheski Internazional Molodjoschi), die Jugendsektion der Kommunistischen Internationale.
1948 erhielt der Ort den Status einer Siedlung städtischen Typs unter dem heutigen Namen, abgeleitet vom Namen des Kolchos, und am 31. März 1952 das Stadtrecht.

### Bevölkerungsentwicklung
| Jahr | Einwohner |
| ---- | --------- |
| 1939 | 1.993     |
| 1959 | 39.490    |
| 1970 | 44.490    |
| 1979 | 42.057    |
| 1989 | 38.294    |
| 2002 | 33.169    |
| 2010 | 28.485    |

Anmerkung: Volkszählungsdaten (1939 Michailowskoje)

## Kultur und Sehenswürdigkeiten
Die Stadt besitzt ein Heimatmuseum.
In der Siedlung und früheren Stadt Jepifan des Rajons Kimowsk befindet sich ein Historisch-Ethnographisches Museum.

## Wirtschaft und Infrastruktur
Nachdem die Braunkohleförderung als ehemals dominierender Wirtschaftszweig in den 1990er Jahren zum Erliegen kam, gibt es heute ein radioelektronisches Werk sowie Betriebe der Lebensmittelindustrie und der Bauwirtschaft.
Die Stadt liegt an der 1874 eröffneten Eisenbahnstrecke Wjasma–Tula–Uslowaja–Rjaschsk (Streckenkilometer 374).
Durch Kimowsk führt die Regionalstraße R114 Kaschira–Uslowaja, von welcher hier die R145 nach Kurkino abzweigt.

## Persönlichkeiten
- Modest Kolerow (* 1963), Gründer der Nachrichtenagentur REGNUM